# سنرد
سنرد، روستایی از توابع بخش مرکزی شهرستان گرمسار در استان سمنان ایران است.
در ریشه یابی نام سنرد،احتمال می رود که بنیان گذاران این روستا،عده ای از عرب بودند و《سَنُریدُ》به معنای 《به زودی باز می گردیم》را بر آن ناحیه،نام نهادند.

## جمعیت
این روستا در دهستان حومه قرار دارد و براساس سرشماری مرکز آمار ایران در سال ۱۳۸۵، جمعیت آن زیر سه خانوار بوده‌است این  روستا در حاشیه کویر  و مجاور روستاهای کوشک و کهک و جواد آباد و مندولک و امام زاده سرباز واقع شده‌است.
روستای سنرد تا سال 1395 کاملا" خالی از سکنه شده بود . و سکنه روستا به مناطق دیگر کوچ نموده‌اند بیشترین جابجایی به شهر گرمسار بوده‌است و از آنجا که بیشتر مردم این روستا کشاورز و دامدار بوده‌اند  ، برای کشاورزی و دامداری به این روستا رفت و آمد می نمودند .
از اواخر سال 1394 تمایل بعضی از روستا ئیان به بازسازی خانه‌های پدری افزایش یافت و اولین منزل پدری مرحوم حسن پازوکی توسط  یکی از پسران بنام عیسی پازوکی مرمت و بازسازی و نوسازی شده‌است پس از ایشان منزل پدری مرحوم فرج الله  پازوکی ، توسط پسرش حاج جلیل پازوکی مرمت و بازسازی و نوسازی شده‌است و این روند نوسازی خانه‌های پدر ی توسط افراد دیگر رو به گسترش است.
در این روستا خانواده‌های اسدی، عرب معصومی ، افشار، عرب خالدی ، طباطبایی اردستانی،  پازوکی، معصومی، عربی، قنبری ،پورسعیدی نوروزی ، ابولی، میهن دوست و غیره زندگی می‌کردند.
کشاورزان این منطقه گندم ، جو ، پنبه، یونجه می کارند البته در گذشته خربزه کاری هم داشته‌اند  ولی هم‌اکنون خربزه نمی کارند ، دامداران این منطقه به پرورش گاو و گوسفند و مرغ می پردازند.جدیدا"تمایل به باغداری نیز بین اهالی رواج یافته‌است